# Рувинштейн, Александр Аркадиевич
Александр Аркадиевич Рувинштейн (англ. Alex Ruvinstein; род. 30 декабря 1966, Полярный, Мурманская область) — американский пианист, рожденный в СССР. Он является лауреатом XXVIII Международного конкурса в Салерно (Италия, 1995) в номинации фортепианный дуэт с О.Гуревич, Международного конкурса пианистов в Рагузе (Италия, 1996) в номинациях соло, фортепианный дуэт и аккомпанемент, республиканского конкурса выпускников музыкальных училищ Украины (Киев, 1985), а также местных и региональных студенческих конкурсов пианистов.

## Биография
Родился 30 декабря 1966 года в военном городке Полярный Мурманской области. В 1985 он окончил с красным дипломом Уманское государственное музыкальное училище по классу фортепиано у Виктора Эдуардовича Патрицио. В 1992 году получил красный диплом Российской академии музыки имени Гнесиных (класс профессора Веры Борисовны Носиной). В 1995 году, после окончания аспирантуры под руководством профессора Наума Львовича Штаркмана в Государственной классической академии им. Маймонида, остался работать в академии преподавателем кафедры фортепиано и аккомпаниатором в классах виолончели и оперного пения. С 1994 по 1997 год был участником «Рубинштейн-трио», созданном Народной артисткой России Аллой Васильевой.
В 1997 году иммигрировал в США, где дебютировал в Центре искусств округа Юнион (Union County Art Center) в Нью-Джерси. Его сольные и камерные выступления проходили в том числе в Weill Recital Hall at the Carnegie Hall, The Greater Princeton Steinway Society, Grace Episcopal Cathedral at Topeca,KS, New York Library Concert Series, New York City Bar Association,the United Nations Concert Hall, the Bechstein Piano Center, Grace Church at White Plains,,the National Opera Center in New York City.
А. Рувинштейн являлся участником камерного ансамбля Мемлинг (Memling Ensemble) под руководством альтиста Метрополитен Опера Винсента Лионти,. А Рувинштейн работает в Государственном Университете штата Нью-Йорк (SUNY New Paltz) и в Kaufman Music Center в Манхэттэне.
Живёт в Нью-Йорке с женой Еленой и сыновьями Майклом, Дэвидом и Энтони.